# 콩고 공화국의 역사

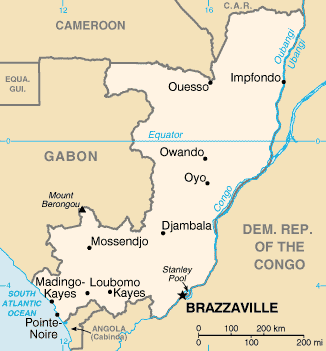
2000년경 콩고 공화국

콩고 공화국의 역사는 토착, 프랑스, 그리고 독립 후와 같은 다양한 문명으로 특징지어져 왔다.

## 반투족 및 산림 민족
오늘날 콩고를 구성하는 이 지역의 초기 거주자들은 석기 시대 문화가 서서히 반투족으로 대체된 삼림 민족이었다. 이 지역에 살고 있는 주요 반투족은 콩고강 북쪽과 남쪽 하구를 따라 대부분 불안정한 왕국을 세운 바콩고라고도 알려진 콩고족이었다. 이 콩고 왕국의 수도 음반자콩구는 나중에 포르투갈인들에게 상살바도르로 세례를 받은 앙골라 북부에 있는 콩고 민주 공화국과의 국경 근처에 있는 마을이다.
수도에서 그들은 오늘날의 앙골라, 콩고 공화국, 콩고 민주 공화국의 대부분을 포함하는 제국을 통치했다. 그들은 종종 콩고 왕들의 아들들을 이 나라들의 지도자로 임명함으로써 근처의 속주들을 다스렸다. 음펨바, 소요, 음밤바, 음바타, 은순디, 음판구라고 불리는 6개의 속주가 있었다. 북쪽으로는 로앙고 왕국, 남쪽으로는 음분두 왕국이 속국이다. 동쪽으로는 콩고강의 지류인 크왕고강과 접한다. 이 왕국은 총 3백만에서 4백만 명의 주민이 살고 있었고, 표면은 약 30만 km2였다. 구전에 따르면 1400년경 니미 야 루케니 국왕이 카붕가 왕국을 정복하고 음반자콩구를 수도로 세우면서 세워졌다.

## 포르투갈 탐험

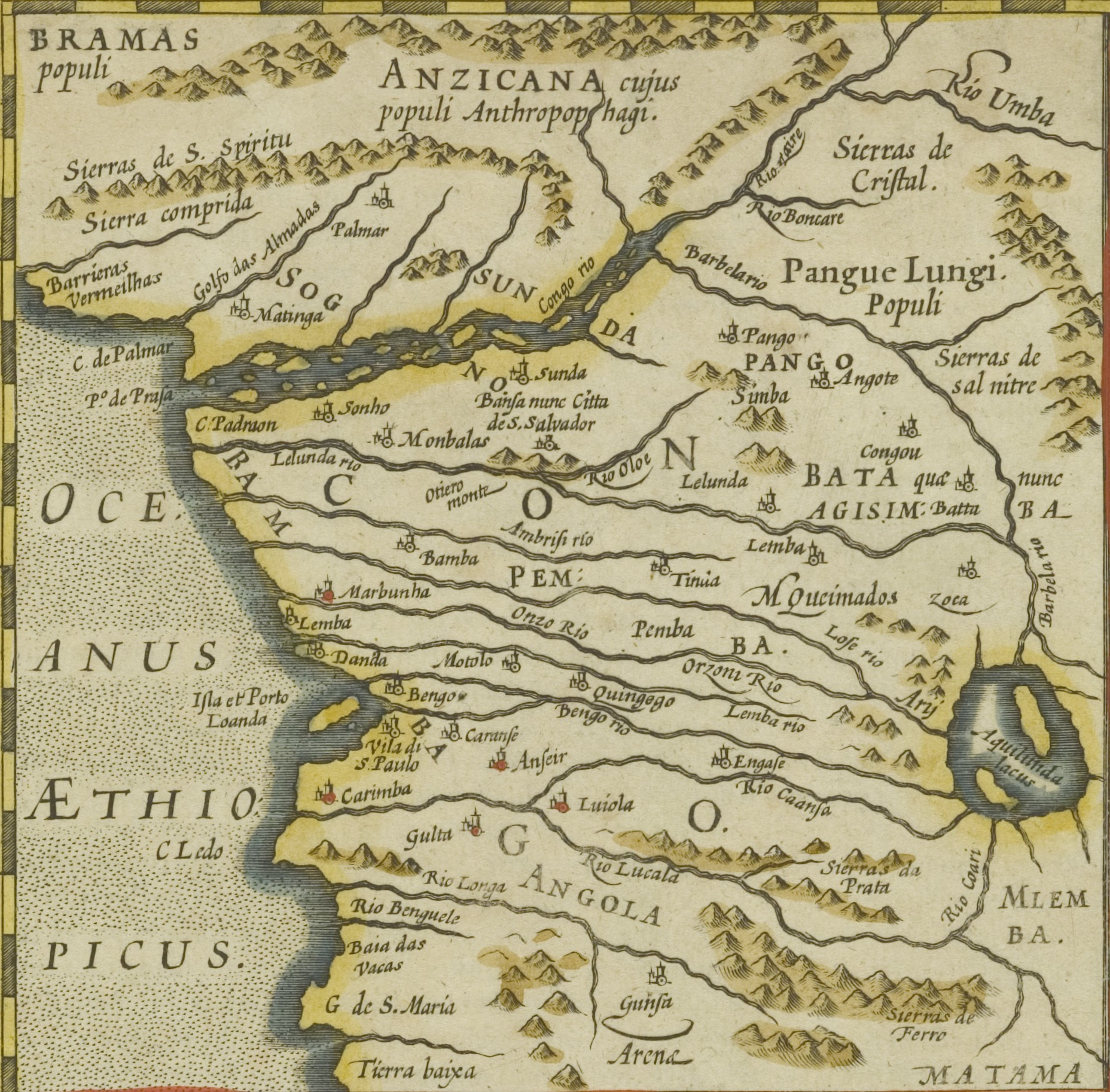
유럽 최초 접촉 당시 콩고 지역

이 아프리카 철기 시대 문화는 최초의 유럽인, 이 경우 포르투갈 탐험가의 도착과 함께 큰 압력을 받았다. 포르투갈의 주앙 2세는 동양과의 무역에 대한 베네치아와 오스만 제국의 지배를 타파하기 위해 아시아와 직접 접촉할 목적으로 아프리카 해안을 따라 일련의 원정대를 조직했다. 1482년에서 1483년 사이, 디오고 캉 선장은 미지의 콩고강에서 남쪽으로 항해하다가 강 하구를 발견했고, 콩고 왕국을 접한 최초의 유럽인이 되었다.
처음에는 관계가 제한적이었고 양측 모두에게 유익하다고 여겨졌다. 기독교는 지역 귀족들에게 쉽게 받아들여졌고, 1491년 5월 3일 응징아 은쿠우 왕이 초대 기독교 콩고의 왕 주앙 1세로 세례를 받게 되었다. 1506년 그의 아들 응징아 음펨바가 사망하자, 그는 1543년까지 아폰수 1세를 통치했다. 그의 치세 하에서 기독교는 그 나라에서 강력한 기반을 얻었다. 음반자에는 많은 교회들이 지어졌는데, 그 중 쿨룸빔비 대성당(1491년과 1534년 사이에 지어진 성당)이 가장 인상적이었다. 이론적으로 포르투갈과 콩고의 왕들은 동등했고 그들은 그렇게 편지를 교환했다. 콩고는 바티칸과 외교 관계까지 맺었고, 교황은 지역 사제를 그 지역의 주교로 임명했다.

## 반란
그 결과 음빌라 전투와 킴파 비타가 주도한 반란이 가장 중요했던 포르투갈 통치에 대한 일련의 반란들이 일어났다. 음빌라 전투는 포르투갈의 총독 앙드레 비달 드 네그레이로스가 이끄는 포르투갈과 콩고 왕국의 안토니우 1세 사이의 광업권 분쟁의 결과이다. 콩고인들은 포르투갈에게 추가적인 영토권을 주는 것을 거부했고, 포르투갈인들은 네덜란드의 이전 침공에 대한 콩고인들의 지원 때문에 화가 났다. 1665년 10월 25일 콩고의 아폰수 1세 국왕의 전투로 인해 2만 명의 콩고인들이 포르투갈인들과 싸웠으며, 포르투갈인들은 콩고의 아폰수 1세 국왕의 이른 죽음 덕분에 이 전투에서 승리를 거두었다.
킴파 비타의 반란은 포르투갈로부터 독립을 되찾기 위한 또 다른 시도였다. 1684년경 도나 베아트리스로 세례를 받은 킴파 비타는 가톨릭 신자로 성장했고, 성 베아트리스의 환영을 보는 수녀가 되었다. 안토니오 디 파도바는 그녀에게 콩고 왕국을 예전의 영광으로 되돌려 놓으라고 명령했다. 그녀는 당시 콩고의 왕위를 주장하는 세 명의 귀족들, 주앙 2세, 페드루 4세, 페드루 키벤가 사이의 내전에 직접 개입하였다. 이 작품에서 그녀는 포르투갈인들이 가장 좋아하는 것으로 여겨지는 페드루 4세를 상대로 편을 들었다. 수도 음반자콩구를 점령한 그녀의 반란은 오래가지 못했다. 그녀는 페드루 4세의 군대에게 붙잡혔고, 포르투갈의 카푸친 수도사들의 명령으로 마녀와 이단자로 비난받았고, 결국 불에 타 죽었다. 많은 사람들에게 그녀는 잔 다르크의 아프리카 버전이며 식민지주의에 대항하는 아프리카의 저항의 초기 상징이다.

## 콩고의 붕괴

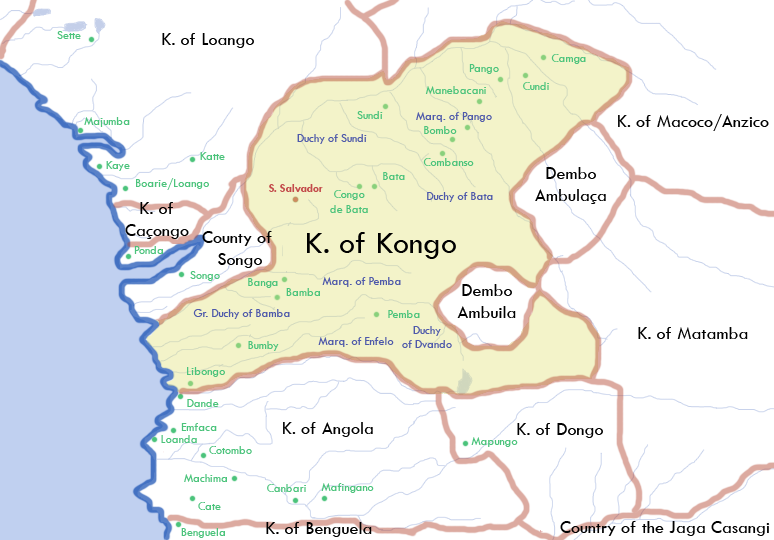
콩고 왕국 (1700년경)

이 모든 전쟁의 결과로 북쪽의 로앙고 왕국은 콩고로부터 독립했다. 또한 테케 왕조가 가장 중요했던 새로운 왕국들이 생겨났고, 오늘날의 브라자빌과 킨샤사를 포함하는 넓은 지역을 지배했다. 1580년 스페인과 포르투갈 왕국이 펠리페 2세 치하의 개인 연합에 의해 통합되면서 유럽에서 포르투갈의 지위는 큰 변화를 겪었고, 이베리아 연합은 1640년까지 지속되었다. 이로 인해 콩고강 하구 지역을 포함한 아프리카 문제에서 포르투갈의 역할은 줄어들었다. 콩고 왕국은 1888년 페드루 5세가 포르투갈의 속국이 되는 것을 승인하면서 앙골라 북부에 있는 작은 지역으로 축소되었다. 1914년 콩고인의 반란 이후 포르투갈은 왕국을 폐지했다.

## 프랑스의 지배

### 원자재 쟁탈전
아프리카에 관한 베를린 회담까지 이어지는 기간 동안 유럽의 주요 강대국들은 아프리카 대륙에 대한 그들의 지배력을 증가시키기 위해 서두르고 있었다. 서유럽의 자본주의의 상승과 그에 따른 산업화는 고무, 팜유, 면화와 같은 아프리카의 원자재에 대한 수요를 빠르게 증가시켰다. 이러한 원자재를 가진 사람들은 그들의 경제를 강하게 성장시킬 수 있었다. 다른 사람들은 손해를 볼 것이다. 이것은 아프리카에 대한 새롭고 더욱 격심한 쟁탈전을 초래했다.
이로써 콩고강은 유럽 국가들의 새로운 정복의 주요 목표물이 되었다. 이곳에서 프랑스, 벨기에 국왕 레오폴 2세, 포르투갈은 영국과 긴밀히 협력하여 이 지역의 지배권을 놓고 싸웠다. 그 결과 대서양 연안에 위치한 콩고강 북쪽에 위치한 카빈다주를 얻은 포르투갈과 강 북쪽에 위치한 넓은 지역을 점령한 프랑스, 레오폴 2세는 콩고강 하구에 작은 발판을 마련했지만 거대한 내륙인 오늘날의 콩고 민주 공화국(옛 자이르)을 얻었다. 이로써 레오폴 2세는 그의 국제 아프리카 협회와 후에 콩고 국제 협회를 통해 지배권을 얻었고, 영국의 탐험가 헨리 모턴 스탠리를 고용하여 그 권위를 확립하였다. 이로 인해 레오폴 2세의 개인 제국인 콩고 독립국이 탄생하게 되었다. 1908년 11월 15일, 벨기에 의회는 식민지를 합병했고, 레오폴 2세의 콩고 통치는 신뢰받지 못했다.

### 피에르 사보르냥 드 브라자
강의 북쪽 강둑에 1852년 이탈리아의 수도 로마에서 태어난 프랑스의 탐험가 피에르 사보르냥 드 브라자가 도착했다. 프랑스 해군 장교로서 그는 국제 아프리카 협회를 위해 일하는 것을 거부했고 대신 콩고강 북쪽의 지역을 정복하는 데 프랑스인들을 도왔다. 오늘날 가봉의 대서양 연안에서 오구에강과 레피니강을 거쳐 1880년 9월 10일 그는 테케 왕국에 도착했고, 1880년 9월 10일 그는 마코코 국왕과 조약을 체결하여 이 지역에 대한 프랑스의 지배권을 확립하고 후에 브라자빌이라는 이름의 작은 마을에 그의 수도를 만들었다.

## 독립의 길
콩고는 정치적 자유가 전혀 없는 상태에서 완전한 독립까지 14년이라는 시간을 보냈고, 이로 인해 인구의 상당수에 의해 존경받는 합법적 민주제도의 부상은 거의 불가능에 가까웠다. 본래의 민주적 제도는 프랑스의 제도를 본떠 만들어졌으나, 1961년, 1963년, 1968년, 1973년, 1992년에 아프리카화 헌법이 제정되었다. 이질적인 국가로서, 정당들은 인종과 지역주의 단체에만 매우 빠르게 집중하기 시작했다. 예를 들어 1946년과 1956년 사이에 라리는 그들의 죽은 메시아 지도자 앙드레 마투아가 돌아올 것이라는 믿음 아래 선거에 참여하는 것을 거부하였다. 초기 정치에서 바콩고의 부재는 빌리와 음보치가 독립할 때까지 권력의 공백으로 이어졌다.
1956년까지 가장 유명한 콩고 정치인은 1903년 11월 9일 리브르빌에서 태어난 장펠릭스 치카야였다. 코트디부아르의 지도자 펠릭스 우푸에부아니와 함께, 그는 1946년에 아프리카 민주당 의회(RDA), 1947년에 아프리카 진보당을 결성했다. 1945년 11월 21일, 치카야는 프랑스 의회에 선출된 최초의 아프리카 지도자 중 한 명이 되었고, 그의 조국에서 큰 명성을 주었다.
치카야는 프랑스 정치 스펙트럼의 좌익이었지만, 그는 프랑스의 식민지 지배에 대해 강하게 의문을 제기하지 않았다. 이는 가나의 대통령 콰메 은크루마와 이집트의 대통령 가멜 압델 나세르의 영향을 받아 콩고가 독립을 준비하면서 영향력을 상실하는 결과를 낳았다. 1957년 3월 31일 총선에서 보다 급진적인 자크 오팡골이 콩고의 정치 생활에서 주도적인 역할을 계속 할 수 있었다.
독립 전에 프랑스 기득권층과 가톨릭 교회는 오팡골의 급진주의를 두려워했고 전직 성직자인 풀베르 율루의 출세를 지지했다. 1958년 아프리카 사회주의 운동(MSA)에서 율루의 데모크라티크 연합(UDDIA)으로 망명하면서 율루가 총리가 되었다. 1958년 11월 28일 콩고 공화국이 성립되었다.
1959년 2월 16일, 오팡골와 그의 MSA에 의해 조직된 반란은 율루를 지지하는 남부 부족과 MSA에 충성하는 북부 출신 사람들 사이의 충돌에서 일어났다. 폭동은 프랑스군에 의해 진압되었고 오팡골은 체포되었다. 총 약 200명이 사망했다. 이후 율루 총리는 오팡골이 이전에 요청했던 선거를 치렀다. 5월 9일 공산주의 음모로 베테랑 정치인 시몬 키훈가 응고트를 포함한 몇몇 정치인들이 체포된 후, 의회 선거는 율루에 의해 설득력 있게 승리하였다. 1960년 7월 12일, 프랑스는 콩고가 완전히 독립하는 것에 동의했다. 1960년 8월 15일 콩고 공화국이 독립하였고 풀베르 율루가 초대 대통령이 되었다.
그해 11월, 율루는 사면의 일환으로 오팡골, 응고트, 그리고 다른 적들을 석방했다. 그 대가로 제르맹 비쿠마트뿐만 아니라 두 정치인은 모두 율루의 정부에 합류하여 장관직을 얻었고, 조직적인 정치적 반대세력을 효과적으로 파괴했다.

## 같이 보기
- 아프리카의 역사
- 콩고 인민공화국